# Bragassargues
Bragassargues là một xã trong tỉnh Gard thuộc vùng Occitanie, phía nam nước Pháp. Xã Bragassargues nằm ở khu vực có độ cao trung bình 70 mét trên mực nước biển.